# Ráby
Ráby település Csehországban, a Pardubicei járásban. Ráby Kunětice, Němčice és Staré Hradiště településekkel határos. Lakosainak száma 586 fő (2024. január 1.).

## Népesség
A település lakosságának változását az alábbi diagram mutatja:
| Lakosok száma | 303  | 293  | 243  | 360  | 451  | 551  | 549  | 551  | 569  | 586  |
|               | 1869 | 1890 | 1921 | 1950 | 1980 | 2001 | 2017 | 2019 | 2022 | 2024 |